# Rinconada de los Vázquez
Rinconada de los Vázquez es una localidad del estado mexicano de Jalisco. Es parte del municipio de Arandas.

## Demografía
| Censo | Población |
| ----- | --------- |
| 2000  | 320       |
| 2010  | 786       |
| 2020  | 1 126     |